# Festival Internacional de Cinema de Cartagena

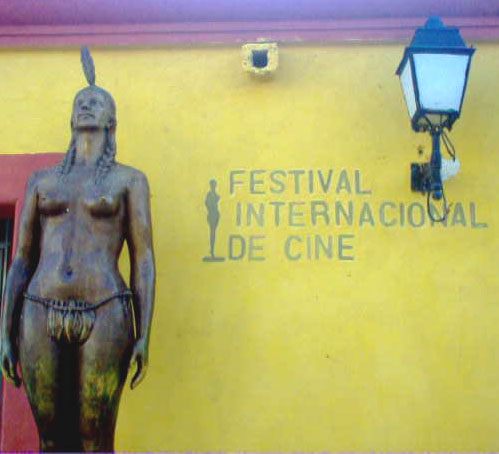

O Festival Internacional de Cinema de Cartagena (Colômbia) é um festival cinematográfico de caráter internacional que se leva a cabo desde o ano 1960 na cidade de Cartagena das Índias ao norte do país. É o festival cinematográfico mais antigo de América Latina.
O criador e diretor do festival foi o empresário cultural Víctor Nieto Nuñez que faleceu em novembro de 2008.
O festival se realiza anualmente pela Corporação festival de cinema de Cartagena, outorgando a estatua denominada Índia Catarina ao melhor do cinema Ibero-americano sendo o único festival da região que ostenta o caráter competitivo especializado para o cine ibero-americano, condição que lhe foi outorgada pe a Federação Internacional de Associações de Produtores Cinematográficos (FIAPF).

## Características

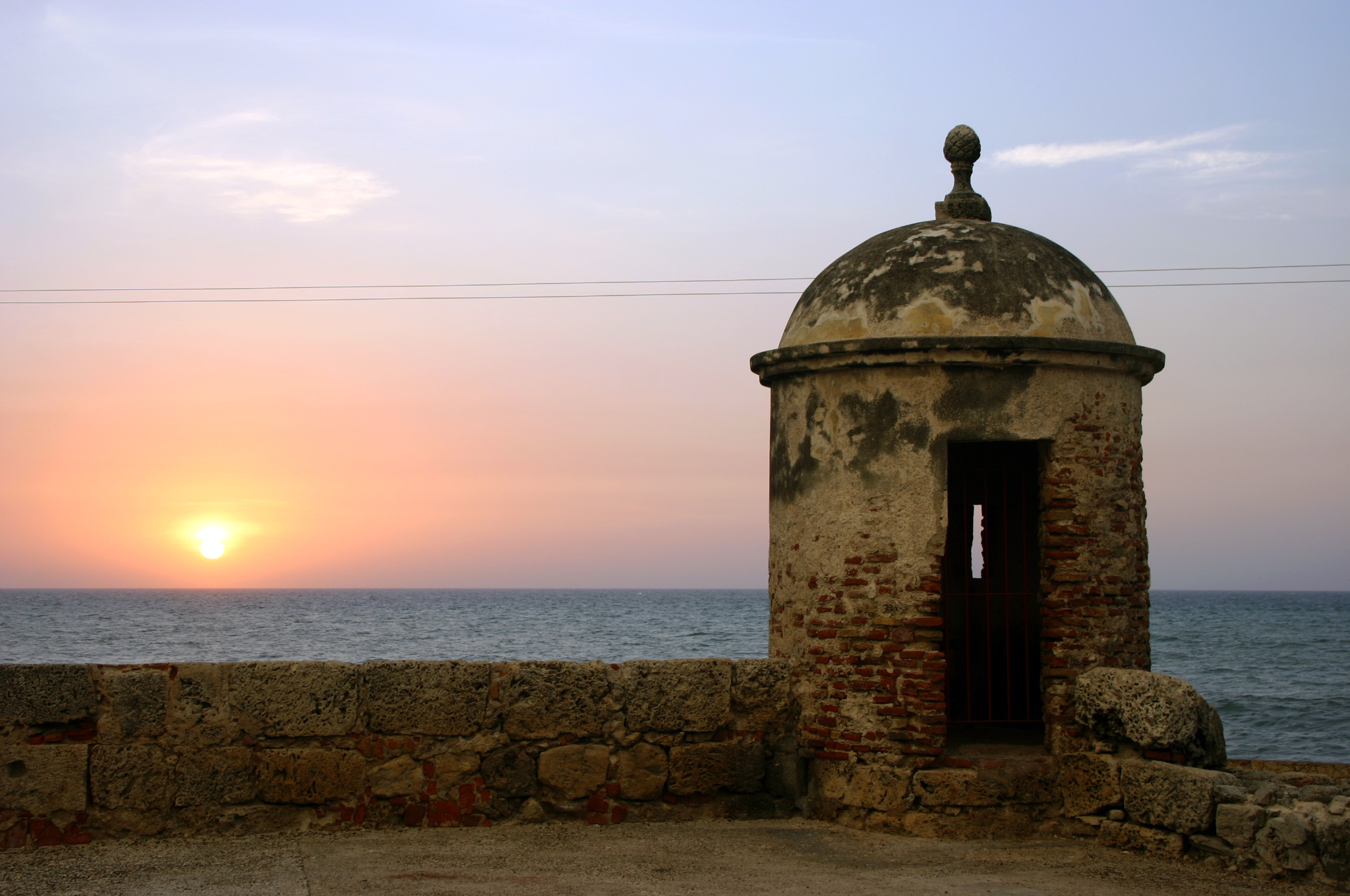
O festival interessa-se por promover Cartagena como um destino turístico a nível internacional.

No festival são exibidos cerca de 150 obras audiovisuais: 40 longas-metragens, 30 curtas-metragens e 80 vídeos internacionais, (de acordo com os dados aportados pelo festival para sua edição de 2007), os ganhadores são eleitos por um júri internacional.
O festival também realiza premiações especiais para o cinema e a Televisão de Colômbia, esta última se realiza desde 1984 e no ano 2007 aumento o número de categorias premiadas em 19. Também conta com uma competência de curtas-metragens ibero-americanos e vídeo de jovens criadores colombianos.
A premiação do festival é transmitida pelo Canal RCN a quem dá maior relevância em sua transmissão a premiação de programas de televisão.

## Critérios de seleção

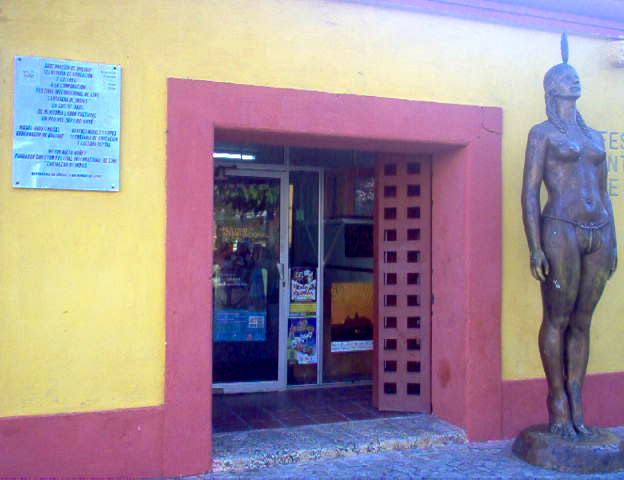
Escritório do festival, no centro histórico da cidade.

Desde seu inicio, o festival tem definido o critério de seleção dos filmes dando prioridade a aquelas que promovem a identidade cultural dos países ibero-americanos, como a vida social e a cotidianidade das nações que representam com o interesse de promover a irmandade entre os povos da região.

## Feitos importantes
- 2007 –  Na 47ª versão, se realiza uma homenagem ao Premio Nobel de Literatura colombiano Gabriel García Márquez pelo motivo de seu aniversário de número 80, feita celebração incluiu as projeções de filmes baseados na obra literária do escritor.